# 웁비딩에시

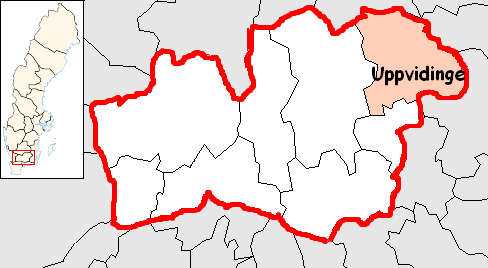
웁비딩에 시의 위치

웁비딩에시(스웨덴어: Uppvidinge kommun)는 스웨덴 크로노베리주에 위치한 지방 자치체로 행정 중심지는 오세다이며 면적은 1,226.66km2, 인구는 9,508명(2016년 12월 31일 기준), 인구 밀도는 7.8명/km2이다.

시 문장